# Облога Нікеї (1331)
Облога Нікеї армією Османа I, а потім Орхана в період з 1302 року заключний етап якої проходив з 1328 по 1331 рік, і закінчилася її взяттям, ознаменувала собою переломний період в історії протистояння Візантії та Османської Імперії. Візантія була змушена остаточно відмовитися від підтримки своїх азійських міст.

## Хід облоги
Облога Нікеї почалась в 1302 році, і тривала близько тридцяти років. Як писав про це Ібн Баттута, який відвідав Орхана в Нікеї майже відразу після її захоплення: «Це його батько захопив Бурсу у греків, і, як кажуть, він узяв в облогу Язнік [Нікею] близько двадцяти років тому, але помер, перш ніж він був узятий. Його син Орхан обложив місто за 12 років до захоплення, і саме там я його бачив».
До 1301 році Осман І вже здійснив рейд на Нікею, і атакував Прусу. У 1302 році відбулася Бафейська битва. Поразка Візантії призвела до її критичного ослаблення в Віфінії, викликала хвилю біженців, що змінило демографічну ситуацію в регіоні, який був заселений новоприбулими тюрками. Приблизно в цей же час, можливо, ще до перемоги при Бафії, Осман взяв Акхісар, ключову стратегічну точку, а Орхан зробив це місто своєю базою в кампаніях до 1305 року. Кампанії Османа і Орхана 1304 року фактично забезпечили контроль шляхів на Константинополь, через що Нікея втратила сухопутний зв'язок із столицею. Пізніше за допомогою Конур-Альпа Орхан захопив Туз-Пазар, і після важкої дводенної битви весь регіон опинився під контролем сім'ї Османа. Візантійські фортеці, найбільшими з яких були Пруса, Нікея і Нікомедія залишилися ізольованими острівцями серед територій, зайнятих турками, оскільки їх зв'язок з Візантією був практично повністю блокований. До 1305 року фортеці Кизилхісар і Дербенд контролювали дороги на Нікею з півдня, фортеці Акхісар, Гейвіл і Кара-Чепуш (Катоікія) відрізали Нікею від Нікомедії і Сапанки з півночі. Фортеці Меке і Лефке на Сакарє, що стояли на дорозі зі сходу, теж перейшли в руки Османа.

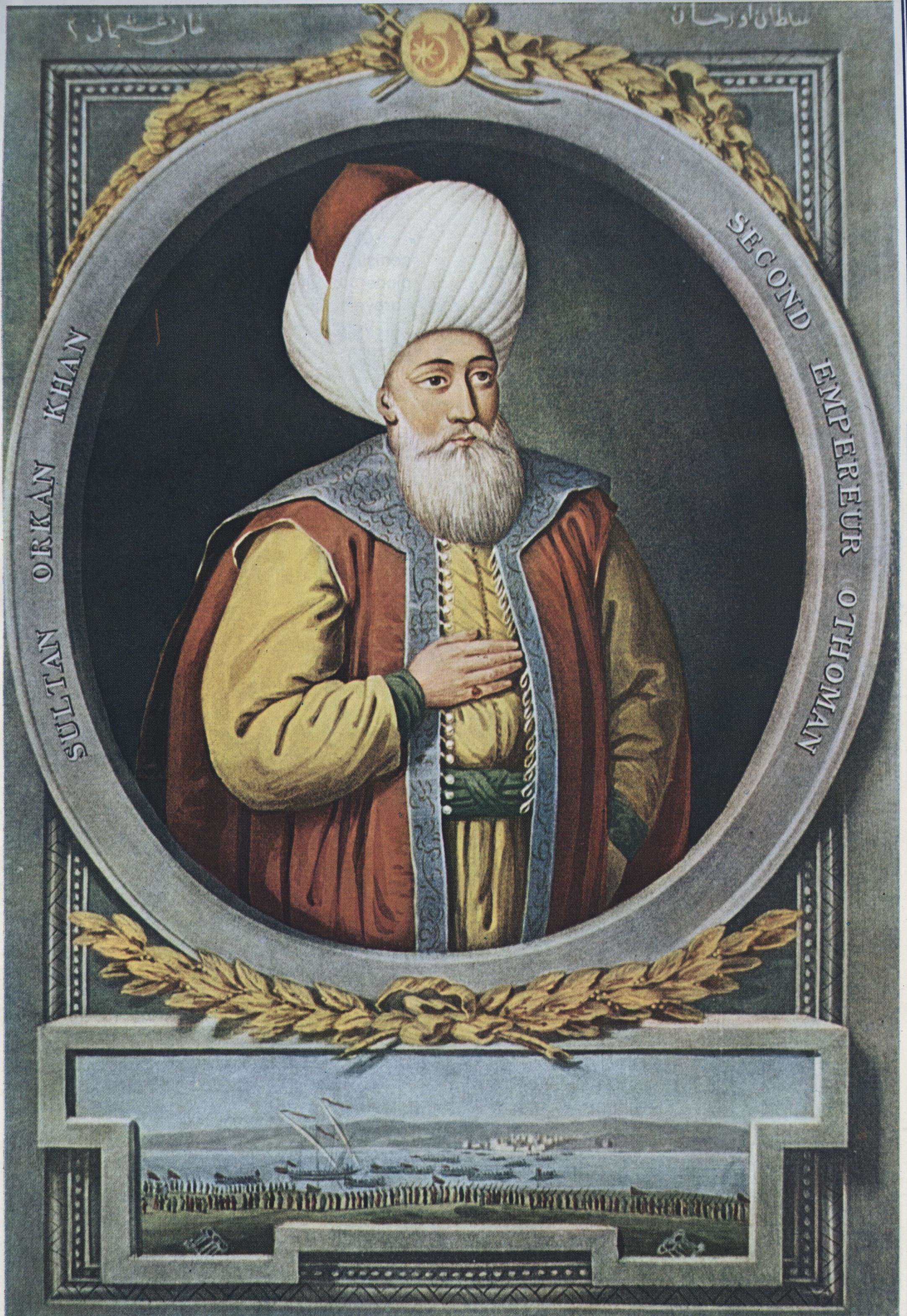
Орхан І Газі, завойовник Нікеї

Для Візантійської імперії загальна ситуація була катастрофічною через постійні набіги тюрків в Західній Анатолії. Імператору довелося проти бажання використовувати каталонських і аланских найманців. За цих обставин, імператор спробував піти іншим шляхом на який покладав великі надії. Андронік вирішив спробувати залучити Хулагуїдів проти всіх прикордонних тюрків, в тому числі і проти Османа. Протягом деякого часу обговорювалися плани шлюбу візантійської принцеси спочатку з Газа-ханом, а після його смерті в травні 1304 року - з Худабанде Олджейту. Переговори затягувалися, влітку 1304 року Осман почав свою кампанію в долині Сакара. У 1305 році Ільхан Олджейту пообіцяв Андроніку II 40 000 воїнів для протистояння експансії Османа. Проте Осман швидко захопив фортецю Трікоккія до підходу сил монголів і зробив її своєю базою. Трікоккія описується як фортеця, розташована в безпосередній близькості до Нікеї в горах. Точно ідентифікувати це місце не вдалося, твердження Хаммера, що Трікоккія - це Кочхісар, не підкріплюється доказами. Це була єдина фортеця, яку Осман взяв штурмом, а не облогою. Причому єдиними пристроями, використаними загонами Османа, були споруджені рампи (пандуси). У 1308 році Олджейту відправив 30 000 чоловік «для відвоювання численних міст, захоплених турками в Віфінії» . Результат зіткнення військ Османа і Олджейту історики не описують, міста Віфінії так і не повернулися до Візантії.

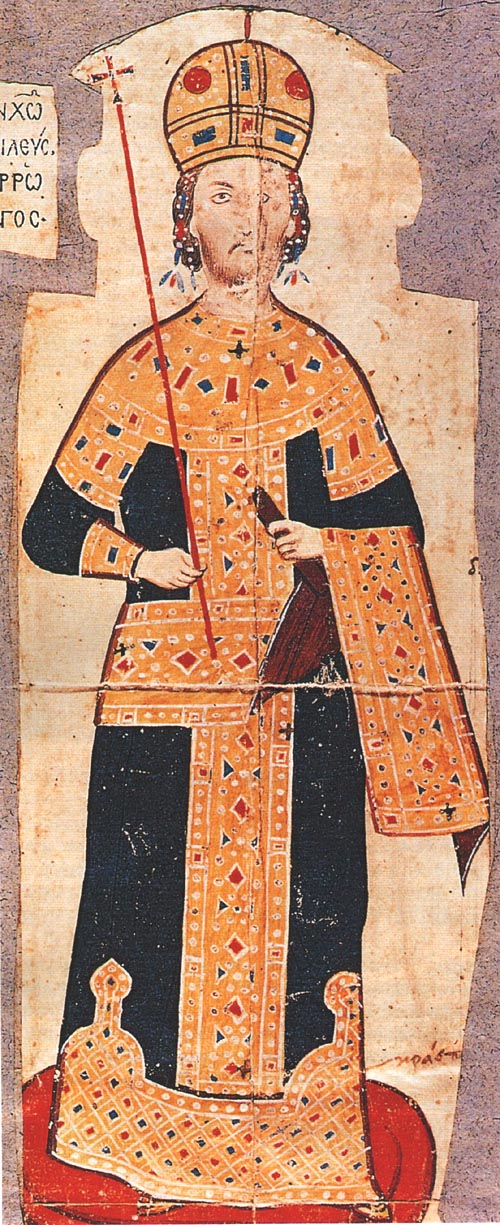
Андронік III

У той час ще не було гармат, а технікою штурму з побудовою облогових веж і використанням балліт недавні кочівники ще не володіли, тому захоплення фортець здійснювався шляхом тривалої блокади і виснаженням обложених голодом і спрагою. У 1326 році саме так була примушена до здачі Пруса, яку син Османа, Орхан, захопив після довгої облоги і зробив своєю столицею. Нікея була містом, пристосованим для тривалого захисту. Ібн Баттута описував її в 1331 році: «Ізнік лежить на озері, і до нього можна дістатися тільки по одній дорозі як міст, що вміщає тільки одного вершника за раз. <...> Всередині є сади, будинки і поля і питна вода виходить з колодязів». У Анонімній хроніці і у Нешрі міститься опис облоги Нікеї. Згідно з ними, Осман побачив, що фортеця не може бути взята, оскільки була оточена водою, і до неї важко дістатися. Тоді він велів побудувати форт на схилі гори з боку Сур (Нешрі писав про два форти). Хроніки повідомляють, що в форті був залишений загін з 40 чоловік під командуванням сміливого воїна на ім'я Таз Алі для блокування Нікеї. У XV столітті цей форт носив назву Таз-Алі Хісар, а джерело біля основи горя називався Таз-Алі Пінар. У 1328 посилилася блокада Нікеї, що почалася вже давно (з 1302 року) але переривалася. У 1329 році імператор Візантії Андронік III спробував покінчити зі східною загрозою, домовився з правителем бейлика Карасі, який ворогував з Османами, і спробував прогнати турків від Нікомедії і Нікеї. Після низки незначних успіхів, в битві при Пелеканоні 1 червня 1329 року візантійці зазнали поразки. Стало ясно, що імперія іде з Малої Азії і не може допомогти своїм анатолійським форпостам. Більшість жителів грецької Нікеї втекли на європейську територію імперії в страху перед турками ще перед Бафейскою битвою. В результаті знелюднення місто здалось без збройного опору 2 березня 1331 року, тому османи зберегли життя місцевим християнам. Ібн Баттута писав, що «вона знаходиться в руїнах і ненаселена за винятком кількох чоловіків на службі султана».
Андронік ще двічі відвідував Малу Азію в 1332 і 1333 роках вже з метою не воювати, а просити миру, але все чого йому вдалося досягти - це перемир'я, за яке доводилось платити щорічною даниною.

## Наслідки
Здача Нікеї після тривалої облоги привела до того що Візантія змушена була відмовитись від своїх Анатолійських територій. Падіння Нікомедії було тільки питанням часу, оскільки імператор уже більше не робив ніяких дій для утримання за собою міст Віфінії. Орхан придбав славу, з якою не могли зрівнятися інші тюркські вожді в прикордонні. Пахімер називав його найенергійнішим з тюркських емірів, які тероризують Візантію.